# Mont-sur-Monnet
Mont-sur-Monnet és un municipi francès situat al departament del Jura i a la regió de Borgonya - Franc Comtat. L'any 2007 tenia 194 habitants.

## Demografia

### Població
El 2007 la població de fet de Mont-sur-Monnet era de 194 persones. Hi havia 79 famílies de les quals 21 eren unipersonals (8 homes vivint sols i 13 dones vivint soles), 25 parelles sense fills i 33 parelles amb fills.
La població ha evolucionat segons el següent gràfic:
Habitants censats

### Habitatges
El 2007 hi havia 100 habitatges, 78 eren l'habitatge principal de la família, 21 eren segones residències i 1 estava desocupat. 94 eren cases i 6 eren apartaments. Dels 78 habitatges principals, 64 estaven ocupats pels seus propietaris, 11 estaven llogats i ocupats pels llogaters i 3 estaven cedits a títol gratuït; 10 tenien tres cambres, 16 en tenien quatre i 52 en tenien cinc o més. 66 habitatges disposaven pel capbaix d'una plaça de pàrquing. A 40 habitatges hi havia un automòbil i a 34 n'hi havia dos o més.

### Piràmide de població
La piràmide de població per edats i sexe el 2009 era:
| Homes | Edats   | Dones |
| ----- | ------- | ----- |
| 0     | 95 o +  | 0     |
| 0     | 90 a 94 | 0     |
| 0     | 85 a 89 | 4     |
| 0     | 80 a 84 | 0     |
| 8     | 75 a 79 | 0     |
| 4     | 70 a 74 | 4     |
| 8     | 65 a 69 | 12    |
| 4     | 60 a 64 | 4     |
| 8     | 55 a 59 | 8     |
| 8     | 50 a 54 | 8     |
| 8     | 45 a 49 | 4     |
| 4     | 40 a 44 | 16    |
| 4     | 35 a 39 | 0     |
| 4     | 30 a 34 | 8     |
| 4     | 25 a 29 | 4     |
| 16    | 20 a 24 | 0     |
| 8     | 15 a 19 | 4     |
| 16    | 10 a 14 | 0     |
| 0     | 5 a 9   | 4     |
| 0     | 0 a 4   | 4     |

## Economia
El 2007 la població en edat de treballar era de 105 persones, 76 eren actives i 29 eren inactives. De les 76 persones actives 70 estaven ocupades (35 homes i 35 dones) i 4 estaven aturades (1 home i 3 dones). De les 29 persones inactives 14 estaven jubilades, 7 estaven estudiant i 8 estaven classificades com a «altres inactius».

### Ingressos
El 2009 a Mont-sur-Monnet hi havia 85 unitats fiscals que integraven 236,5 persones, la mediana anual d'ingressos fiscals per persona era de 15.931 €.

### Activitats econòmiques
Dels 3 establiments que hi havia el 2007, 2 eren d'empreses de fabricació d'altres productes industrials i 1 d'una empresa d'hostatgeria i restauració.
L'any 2000 a Mont-sur-Monnet hi havia 8 explotacions agrícoles que ocupaven un total de 428 hectàrees.

## Poblacions més properes
El següent diagrama mostra les poblacions més properes.